# Saya afroboliviana
Die Saya oder Saya afroboliviana ist ein bolivianischer Tanz, der in den Andenländern beliebt ist. Er entstand in den Yungas in Bolivien unter der afrikanischen Bevölkerung, die sich dort während der Sklaverei in der Kolonialzeit niedergelassen hatte.
Der Rhythmus der Saya ist schnell und von einem durchgängigen, lebendigen Trommelrhythmus geprägt. Die Taktart ist eine Mischung aus einem 4/4-Takt und einem 12/8-Takt, was der Musik eine besondere Art der „Funkyness“ beschert. Besonders bei der Jugend des Andenraums ist der Tanz populär und wird daher auch in Diskotheken gespielt.
Die in der Saya gebräuchlichen Musikinstrumente sind Schlaginstrumente, wie tambor mayor, tambor menor, caja, ganchengo und cuancha.
Im Jahr 1969 schufen die Brüder Estrada Pacheco einen weiteren bolivianischer Tanz namens Caporales, der vom Saya inspiriert war. Deshalb verwechseln viele Menschen die Saya mit der Caporales, aber es sind zwei verschiedene Tänze.

## Rhythmusschema
```
Takt:            1     *     2     *
Basstrommel:     x   x   -   -   -   -    
Hohe Trommel:    -   -   -   x   x   -
Rassel:          x     x  x  x     x  x
                 1 2 3 4 5+6 1 2 3 4 5+6
```